# Comptoniella vannoorti
Comptoniella vannoorti är en stekelart som beskrevs av Wiebes 1992. Comptoniella vannoorti ingår i släktet Comptoniella och familjen fikonsteklar. Inga underarter finns listade i Catalogue of Life.